# Bobby Sands
Robert Gerard Sands (Belfast, 9. ožujka 1954. – zatvor Maze, 5. svibnja 1981.), poznat i kao Bobby Sands,  irski revolucionar, član Privremene IRA-e i štrajkaš glađu koji je izabran u Parlament Ujedinjenog Kraljevstva.
Rodio se u Sjevernoj Irskoj. Imao je dvije sestre i brata. On i njegova obitelj su prognani jer su bili rimokatolici, ali prezime im potječe od djeda koji je bio protestant. Vrlo rano osjetio je probleme koji postoje u Irskoj zbog pripadnosti drugoj vjeri. Želio se zaposliti kao graditelj autobusa, ali su ga lojalisti otjerali oružjem. U zatvor je dospio zbog posjedovanja četiri pištolja. Odbijao je hranu, a za vrijeme uzništva izabran je u Parlament. Umro je u 27. godini nakon 66 dana posta. Njegova smrt izazvala je žestoke nerede u patriotskim krugovima Irske.

## Obitelj i djetinstvo
Sands je rođen u katoličkoj obitelji u Abbots Cross-u, Newtownabbey, County Antrim, Sjeverna Irska, i živio je tamo do 1960 te se tada preselio u  Rathcoole, Newtownabbey. Njegova prva sestra, Marcella, je rođena u travnju 1955. a druga, Bernadette, u studenom 1958. Njegovi roditelji, John i Rosaleen, imaju još jednog sina John-a 1962. Obitelj se selila zbog ugnjetavanja od strane lojalista. U školi koju napušta, postao je pripravnik za trenera dok nije natjeran na životne rubove. U lipnju 1972, s 18 godina, obitelj mu se seli u naselje Twinbrook.

## Aktivnosti u IRA-i
1972, 'godine nevolja' s najviše smrtnih slučajeva, Bobby se priključuje IRA-i. U listopadu iste godine, Sands je uhićen i osuđen za posjedovanje 4 pištolja koja su nađena u kući u kojoj je živio. U travnju 1973 je osuđen na 5 godina zatvora.
Kad je pušten 1976, vratio se svojoj obitelji u Twinbrook u zapadnom Belfastu. Sands se vratio u aktivno sudjelovanje u PIRA. Nakon toga je optužen u listopadu 1976 da je uključen u bombardiranje Balmoral Furniture Company u Dunmurryu. Iako nikada nije pravomoćno osuđen za ovo djelo, te i porota i sudac rekoše da nema nikakvih dokaza koji bi ukazivali na njegovu upletenost u taj čin. Nakon bombardiranja, Sands i još najmanje 5 osoba u bombaškom timu su bili uključeni u borbu vatrenim oružjem s policijom. Za ovo nikada nije osuđen zbog nedostatka dokaza. Seamus Martin i Gabriel Corbett su bili ranjeni, a Sands s Joe McDonnell, Seamus Finucane i Sean Lavery biva uhićen dok su bježali autom. Pronašen je pištolj iz obračuna koji je poslužio kao dokazni materijal.
Na njegovom suđenju (u rujnu 1977) je odlučeno da je kriv za ilegalno posjedovanje oružja (dokazni pištolj), te je na opće iznenađenje osuđen na izrazito visoku kaznu za takvo djelo od nevjerojatnih 14 godina.

## Zatvorenik
Zatvorsku kaznu je služio u HM Prison Maze, zvan od irskih republikanaca Long Kesh. 
U zatvoru, Sands postaje pisac i proze i poezije koja biva objavljena u listu Irish republican newspaper An Phoblacht. Pri kraju 1980-e Sands biva izabran za Officer Commanding of the IRA zatvorenika u Long Keshu.

## Politički status
Republikanski zatvorenici su organizirali seriju protesta kojima su tražili da im se vrati status političkih zatvorenika, a ne da im se sudi kao običnim kriminalcima. To je započelo "protestom deka"  1976, kad su zatvorenici umjeto uniformi nosili deke. Tada kreću brutalne mjere gušenja tih prosvjeda koji ima vrhunac u  "prljavom protestu" 1978 kada su počela uobičajena prebijanja u blatu i kaljuži koja su dovela do toga da su zatvorenici živjeli u prljavštini tako što su zaprljavali izmetom zidove. Tu je i bio prvi štrajk glađu u jesen 1980, kada je britanska vlada pristala na uvjete štrajkaša. Kad je štrajk završen vlada je vratila stvari u prvobitno stanje.

## Štrajk glađu
1981 Irski štrajk glađu započinje kada Sands odbija hranu 1. ožujka 1981. Sands odlučuje i da se drugi zatvorenici priključe štrajku u razmaknutom redosljedu tako da se glas zatvorenika bolje čuje te da se može pratiti pogoršanje stanja zatvorenika koji najduže štrajkaju.
Štrajk glađu je zahtijevao "Pet Zahtjeva":
1. pravo da se ne nosi zatvorska uniforma;
2. pravo da se ne radi zatvorski rad;
3. pravo na slobodno druženje s drugim zatvorenicima, te organizaciju edukativnih i rekreativnih sadržaja;
4. Pravo na jedan posjet, jedno pismo i jedan paket na tjedan;
5. Potpuni povrat oprosta izgubljenog tokom prosvjeda.

Pravi cilj štrajka je bio da ih se proglasi političkim zatvorenicima, a ne da ih se etiketira kao kriminalce, POW's (prisoners of war). Ipak i danas postoji mišljenje da je primarni cilj bilo dobiti međunarodnu potporu i publicitet.

## Izbori
Kratko nakon početka štrajka, Frank Maguire, Nezavisni Republikanac MP for Fermanagh & South Tyrone umire od srčanog udara i tako otpada s izbora.
To je bila savršena prilika za Bobbyjeve pristaše da se organiziraju i u svojoj maloj zajednici proguraju njega kao kandidata. Ipak to je u protestantskoj zajednici primljeno uz snažne otpore. Nakon krajnje neizvjesne kapanje, Sands Sands dobiva mjesto 9. travnja 1981, s 30,493 glasa napram 29,046 za Ulster Unionist Party s kandidatom Harry Westom. Tako Sands postaje najmlađi zastupnik.
Nakon toga je donesen zakon kojim se zatvorenicima osuđenima na više od godinu dana zabranjuje kandidiranje.

## Smrt
Tri tjedna kasnije, Bobby Sands MP umire u zatvorskoj bolnici nakon 66 dana od štrajka glađu u 27. godini života.  Ta vijest je potakla jake pobune i prosvjede diljem Sjeverne Irske. Preko 100,000 je sudjelovalo u njegovom sprovodu. Sands je bio član parlamenta 25 dana, iako nikada nije sjeo na svoju demokratski izabranu stolicu.
U svom govoru 5. svibnja 1981, Premijerka Margaret Thatcher kaže, "G. Sands je bio osuđeni kriminalac. Odabrao je samoubojstvo. To je bio izbor koji njegova organizacija nije dopustila mnogim njezinim žrtvama."
Nadživjeli su ga roditelji, braća i sestre, i sin (Gerard) iz braka s Geraldine Noade.